# Flughafen Madrid-Barajas

i7
i11
i13
Der Flughafen Adolfo Suárez Madrid-Barajas (spanisch Aeropuerto Adolfo Suárez Madrid-Barajas, IATA-Code: MAD, ICAO-Code: LEMD) ist der internationale Flughafen der spanischen Hauptstadt Madrid, benannt nach dem früheren spanischen Ministerpräsidenten Adolfo Suárez. Er ist das größte und wichtigste Luftfahrt-Drehkreuz Spaniens und mit über 60 Millionen Passagieren (2023) einer der größten Verkehrsflughäfen Europas. Madrid-Barajas ist darüber hinaus der wichtigste europäische Knotenpunkt für Flüge nach Lateinamerika sowie Heimatflughafen der Fluggesellschaften Iberia, Air Europa und Wamos Air.
Bis zu ihrer Insolvenz im Januar 2012 betrieb auch Spanair ein umfangreiches Streckennetz ab Madrid-Barajas.
Neben Madrid-Barajas gibt es im Großraum Madrid die beiden Flughäfen Cuatro Vientos und Torrejón sowie den Militärflugplatz Getafe.

## Geschichte

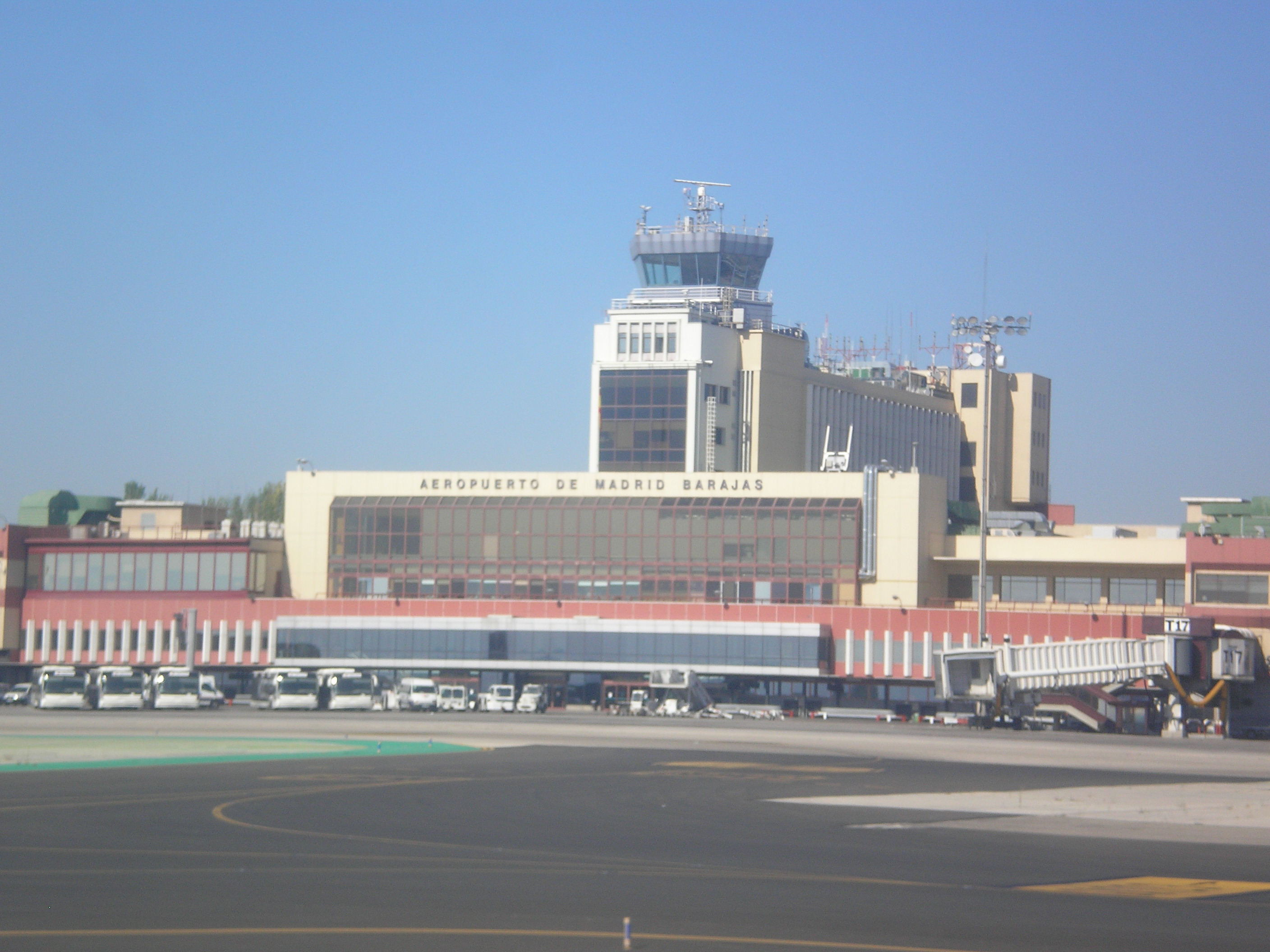
Außenansicht des Terminals T2

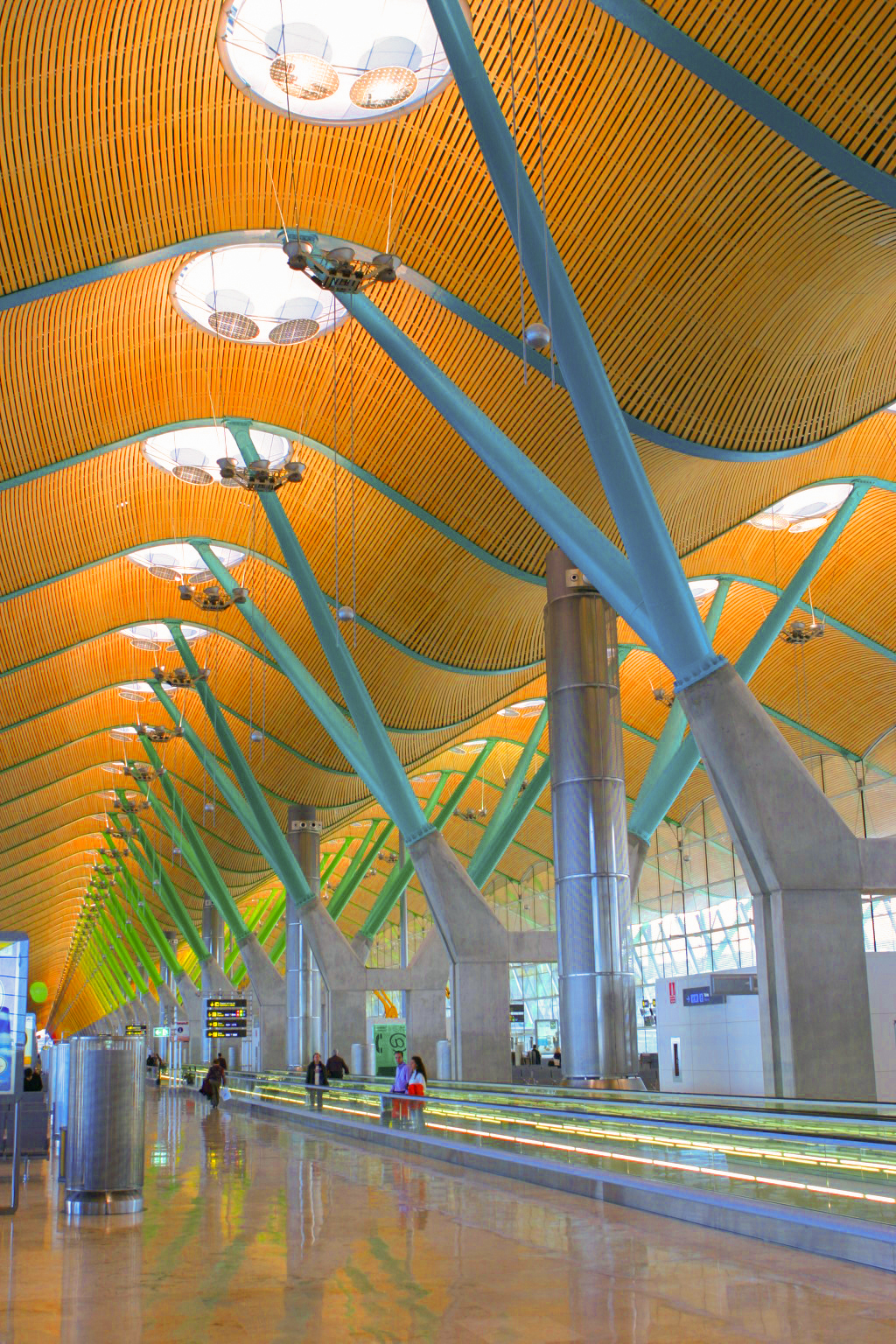
Innenansicht des Terminals T4

Anfang 1920 entschied die Stadtverwaltung von Madrid zusätzlich zu den bereits vorhandenen Flugplätzen Getafe, Cuatro Vientos und Torrejón de Ardoz zentral in Madrid einen weiteren Flugplatz zu errichten, der für die Zukunft genügend Erweiterungsflächen zur Verfügung hat. Der Aeropuerto Barajas wurde vom Architekten Luis Gutiérrez Soto und dem Ingenieur Marqués de los Álamos entworfen. Der Baubeginn war 1928.
Der Aeropuerto Barajas ging am 22. April 1931 offiziell in Betrieb. Im Jahre 1933 nahm die damalige Postlinie LAPE (Líneas Aéreas Postales Españolas) die erste kommerzielle Strecke nach Barcelona auf. Im selben Jahr folgten auch die ersten internationalen Verbindungen. Das Flugfeld bestand 1931 aus einer großen rechteckigen Grünfläche. In der Mitte befand sich ein kreisrunder weißer Markierungspunkt, der den Namenszug von Madrid trug. Am Rande des Flugfeldes befanden sich Bauwerke wie Hangars, Lagerhallen und Büros.
Im Jahr 1944 wurde die erste befestigte Bahn mit einer Länge von 1400 Meter und einer Breite von 48 Meter gebaut. In den 1950er Jahren bekamen die Bahnen von Barajas ihre heute üblichen Richtungsbezeichnungen. Der Flughafen galt als der modernste in Europa. Im Jahr 1954 startete die erste Lockheed Super Constellation der Iberia ihren ersten Flug nach New York. Die International Civil Aviation Organization klassifizierte 1957 den Flughafen Madrid-Barajas in die Kategorie 1.
Im Jahr 1970 erfolgte der erste größere Um- und Neubau der Abfertigungsanlagen und Terminals auf Grund des hohen Aufkommens von Großraumflugzeugen.
Das Passagieraufkommen von Barajas ist seit dem Umbau im Jahre 1970 kontinuierlich angestiegen. 1960 waren es noch 900.000 Passagiere, während 2007 der Höchststand mit 52 Millionen erreicht wurde. Danach nahm die Zahl der Passagiere kontinuierlich ab auf knapp unter 40 Millionen im Jahre 2013, bevor bis 2018 eine deutliche Zunahme um 55,4 % auf 61,7 Millionen Passagiere erzielt werden konnte.
Am 4. Juli 2013 feierte der Flughafen seinen milliardsten Passagier. Am 24. März 2014 gab das spanische Verkehrsministerium bekannt, dass der Flughafen zu Ehren des früheren Ministerpräsidenten Adolfo Suárez (1932–2014) künftig dessen Namen tragen werde.

## Lage und Verkehrsanbindung
Der Flughafen befindet sich zwölf Kilometer nordöstlich des Stadtzentrums von Madrid auf einer Höhe von 610 Metern.

### Straße

#### PKW
Die Terminals T1, T2 und T3 sind von der A-2 (Autovía del Nordeste, Madrid-Saragossa-Barcelona) über die Ausfahrt 12 auf die M-14 zu erreichen. Terminal T4 und T4S erreicht man von der M-40 Sur über die Ausfahrt 8 auf die M-12/T4 durch den mautpflichtigen Tunnel und der M-12 folgend bis zu den Hinweisschildern T4/T4S.

#### Linienbusse
Von allen Terminals verkehren im 10-Minuten-Takt Busse zu zentralen Stellen Madrids mit Anschluss an die Metro, Züge der RENFE oder nationalen Buslinien.

#### Schnellbus Línea Exprés Aeropuerto
Diese Schnellbuslinie verkehrt seit November 2010. Sie wird unter Nummer 203 geführt und verbindet den Flughafen mit dem Bahnhof Atocha. Die Busse halten auf dem Flughafen an den Terminals T1, T2 und T4. In Madrid halten sie auf der Calle O’Donnell und der Plaza de Cibeles. Die Busse fahren täglich: tagsüber im 15- bis 20-Minuten-Abstand, nachts alle 35 Minuten. Zwischen 23:30 Uhr und 6:00 Uhr wird die Haltestelle Atocha nicht angefahren. Die Linie endet in dieser Zeit an der Plaza de Cibeles – allerdings mit Umstiegsmöglichkeit zu den Nachtbussen. Es gelten besondere Fahrscheine, welche nur beim Busfahrer erhältlich sind.

### Schiene
Seit Juni 1998 besteht mit der Linie 8 eine Anbindung an das Netz der Metro Madrid. Um ins Zentrum der Innenstadt (Puerta del Sol/Gran Via) zu gelangen, muss jedoch bis zu zweimal umgestiegen werden. Die U-Bahn verbindet den Flughafen in 15 Minuten direkt mit der nördlich der Innenstadt gelegenen Station Nuevos Ministerios. Ab 2002 bestand dort die Möglichkeit, direkt das Gepäck einzuchecken; dieser Service wurde 2006 jedoch wieder eingestellt. Inzwischen wurde die U-Bahn bis zum Terminal 4 verlängert. Die Metro-Verbindungen zum Flughafen sind gegenüber der sonstigen U-Bahn zuschlagpflichtig.
Seit September 2011 ist das Terminal 4 über die Linie C-1 auch an das Vorortbahnnetz Cercanías Madrid angebunden. Die Züge verkehren unter anderem über die beiden Hauptbahnhöfe der Stadt, Chamartín und Atocha, sowie die Verkehrsknotenpunkte Nuevos Ministerios, Méndez Álvaro und Príncipe Pío.
Das Terminal T4 wird durch das fahrerlose Transportsystem Madrid Barajas Airport People Mover mit dem Satellitenterminal T4S verbunden.

## Betreiber
Madrid-Barajas wird bisher von der staatlichen Aena betrieben. Anfang Dezember 2010 kündigte die spanische Regierung jedoch eine mögliche Teilprivatisierung der AENA und der Flughäfen Madrid und Barcelona an. Zu diesem Zweck soll der Flughafen Madrid in eine Tochter ausgegründet und das Kapital zu 90,05 % bis Ende 2011 an einen privaten Betreiber geöffnet werden, der den Flughafen mit einer 20-jährigen Konzession betreiben soll.

## Flughafenanlagen

Flughafendiagramm

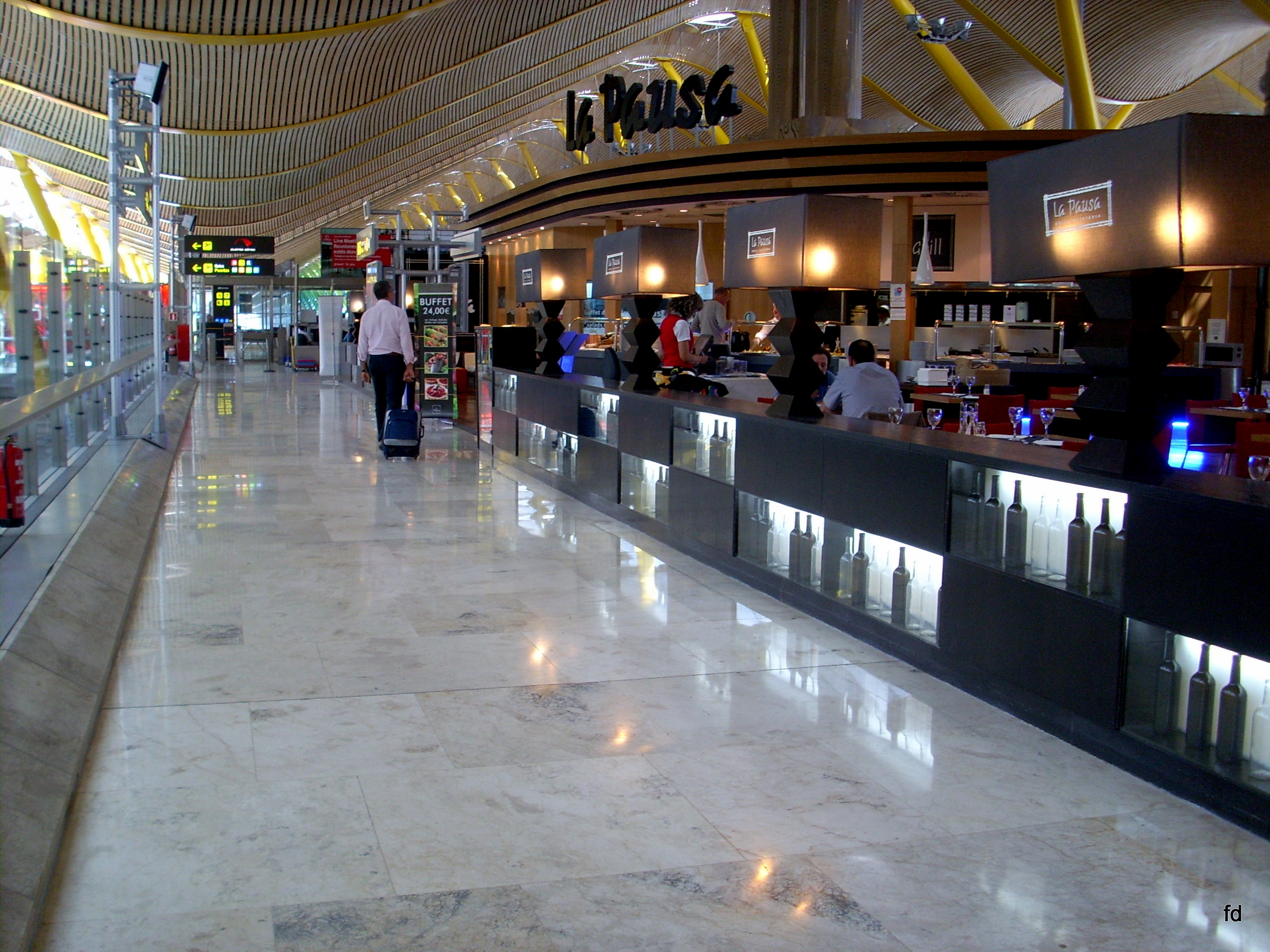
Servicebereich

### Abfertigungsgebäude

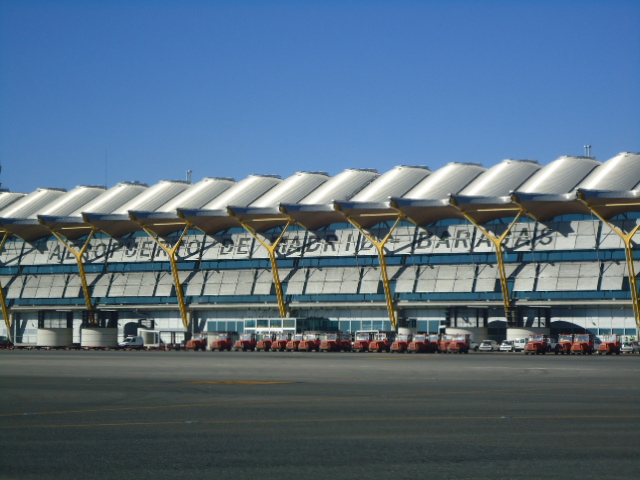
Außenansicht des Terminals 4

Der Flughafen verfügt über insgesamt fünf Abfertigungsgebäude für Passagiere. Die Terminals T1, T2 und T3 befinden sich im Süden des Geländes, das neue Terminal T4 befindet sich nordwestlich von diesen. Das weitgehend eigenständige, nur durch eine U-Bahn mit dem T4 verbundene, Terminal T4 Satelite (T4S) befindet sich zwischen den beiden nördlichen Landebahnen und somit östlich des T4. T4S ist größtenteils Transitbereich, dieser zählt rechtlich nicht zum „Schengen“-Territorium und kann nur nach Passkontrolle, ggf. nur mit Schengen-Visum, verlassen werden. T4 und T4S dienen als Heimatbasis der Iberia sowie als Drehkreuz für die Luftfahrtallianz oneworld.
Architekt des Terminal 4 war der britische Architekt Richard Rogers. Das neue Terminal T4 mit dem Satellitengebäude T4S wurde am 5. Februar 2006 eröffnet. Mit dieser Vergrößerung wurde Madrid-Barajas zum flächenmäßig zweitgrößten zivilen Flughafen der Welt. Die Terminalfläche verdreifachte sich. Es kamen 65 Flugsteige hinzu. Damit kann der Flughafen rund 70 Millionen Passagiere abfertigen.

### Start- und Landebahnen
Bis 1998 verfügte Barajas über zwei sich kreuzende Pisten (18/36 und 14/32). Im November 1998 wurde eine neue Piste (die heutige 18R/36L) in Betrieb genommen. Die alte Start- und Landebahn 18/36 wurde stillgelegt. Im Zuge der Erweiterung des Flughafens um das Terminal T4 wurden zwei weitere Pisten parallel zu den bestehenden gebaut und 2006 in Betrieb genommen. Somit weist der Flughafen heute vier Start- und Landebahnen auf: 18R/36L (neu 1998), 18L/36R, 14L/32R (beide neu 2006) sowie 14R/32L (die frühere 15/33). Alle Bahnen sind mit Anflugsystemen und Befeuerung, wie zum Beispiel Instrumentenlandesystem und VASI, nach dem neuesten Stand ausgerüstet.
Am 28. September 2006 wurde ein neues Überwachungssystem für den Flugverkehr eingeführt, mit dem eine schrittweise Erhöhung der Flugbewegungen von aktuell 78 Flugbewegungen pro Stunde auf 90 und künftig 120 Starts und Landungen pro Stunde erreicht werden soll. Zu diesem Zweck sind seit jenem Datum erstmals alle vier Bahnen gleichzeitig für simultane Starts und Landungen in Gebrauch, anstatt wie bisher insgesamt nur zwei (jeweils eine der beiden Parallel-Pisten).

## Verkehrszahlen und Vergleich
| Jahr                                                         | Passagiere | Flugbe- wegungen | Fracht in t |
| ------------------------------------------------------------ | ---------- | ---------------- | ----------- |
| 1960                                                         | 961.000    |                  |             |
| 1970                                                         | 5.158.000  |                  |             |
| 1980                                                         | 10.166.000 |                  |             |
| 1990                                                         | 16.037.585 |                  |             |
| 2000                                                         | 32.655.066 |                  | 305.499     |
| 2001                                                         | 33.777.862 | 375.558          | 295.944     |
| 2002                                                         | 33.677.304 | 368.029          | 295.711     |
| 2003                                                         | 35.359.101 | 383.804          | 307.026     |
| 2004                                                         | 38.121.423 | 401.503          | 341.177     |
| 2005                                                         | 41.560.552 | 415,704          | 333.138     |
| 2006                                                         | 45.158.242 | 434,959          | 325.702     |
| 2007                                                         | 51.789.619 | 483.292          | 325.201     |
| 2008                                                         | 50.501.156 | 469.746          | 329.187     |
| 2009                                                         | 48.950.995 | 435.187          | 302.863     |
| 2010                                                         | 49.845.228 | 433.683          | 373.380     |
| 2011                                                         | 49.652.882 | 429.390          | 394.154     |
| 2012                                                         | 45.169.876 | 373.185          | 359.362     |
| 2013                                                         | 39.714.454 | 333.056          | 346.602     |
| 2014                                                         | 41.810.040 | 342.601          | 366.645     |
| 2015                                                         | 46.807.550 | 366.605          | 381.069     |
| 2016                                                         | 50.396.420 | 378.150          | 415.774     |
| 2017                                                         | 53.384.488 | 387.566          | 470.795     |
| 2018                                                         | 57.859.879 | 409.832          | 518.858     |
| 2019                                                         | 61.703.370 | 426.376          | 558.567     |
| 2020                                                         | 17.094.790 | 165.740          | 401.133     |
| 2021                                                         | 24.116.845 | 217.537          | 523.395     |
| 2022                                                         | 50.603.652 | 351.906          | 566.372     |
| Quelle: Ministerio de Transportes, Movilidad y Agenda Urbana |            |                  |             |

## Zwischenfälle
- Am 9. Dezember 1942 streifte eine Douglas DC-3-194F der Lufthansa (Luftfahrzeugkennzeichen D-ABBF) im Nebel kurz vor der Landung auf dem Flughafen Madrid-Barajas Bäume und stürzte zu Boden. Alle 24 Insassen überlebten den Unfall.[11]

- Am 12. Juni 1946 fing an einer Douglas DC-3/C-53-DO der spanischen Iberia (EC-CAZ) kurz nach dem Start vom Flughafen Madrid-Barajas ein Triebwerk Feuer. Bei Alameda de Osuna, 4 Kilometer südsüdwestlich des Flughafens, wurde eine Notlandung durchgeführt. Alle 26 Insassen konnten das Flugzeug rechtzeitig verlassen, bevor es ausbrannte, und überlebten den Unfall.[12]

- Am 22. Dezember 1947 wurde eine Douglas DC-3/C-47A-80-DL der spanischen Iberia (EC-ACG) am Flughafen Madrid-Barajas irreparabel beschädigt. Über Personenschäden ist nichts bekannt.[13]

- Am 9. Mai 1957 kam es bei einer Bristol 170 Freighter Mk.21 der Aviaco (EC-ADI) auf einem Flug von Santiago de Compostela zum Flughafen Madrid-Barajas in der – nach Sicht geflogenen – Platzrunde für die Landung zu einem Strömungsabriss. Das Flugzeug geriet ins Trudeln, stürzte ab und geriet in Brand. Alle 5 Besatzungsmitglieder und 32 Passagiere wurden getötet (siehe auch Aviaco-Flug 111).[14]

- Am 28. Oktober 1957 verunglückte eine Douglas DC-3/C-47 (EC-ACH) der Iberia. Sie stürzte auf dem Weg von Tanger nach Madrid nahe Getafe ab, als eines der Triebwerke Feuer gefangen und sich dann gelöst hatte. Alle 21 Menschen an Bord starben (siehe auch Flugunfall der Iberia bei Getafe).[15]

- Am 2. Oktober 1970 wurde auf dem Flughafen Madrid-Barajas eine Douglas DC-7C der Spantax (EC-ATQ) irreparabel beschädigt. Personen kamen nicht zu Schaden; andere Details sind nicht bekannt.[16]

- Am 30. September 1972 stürzte eine Douglas DC-3 (EC-AQE) der Spantax bei einem Trainingsflug auf dem Flughafen Madrid-Barajas ab, als der auszubildende Pilot zu abrupt am Steuer zog. Eines der sechs Besatzungsmitglieder kam ums Leben (siehe auch Flugunfall einer Douglas DC-3 der Spantax in Madrid 1972).[17]

- Am 27. November 1983 unterschritten die Piloten einer Boeing 747-200 der kolumbianischen Avianca (HK-2910X) auf dem Flug vom Flughafen Paris-Charles-de-Gaulle nahe dem Flughafen Madrid-Barajas absichtlich die Mindestflughöhe. Die Maschine streifte zwei Hügel und brach beim dritten Aufprall auseinander. Durch diesen Controlled flight into Terrain (CFIT) wurden 181 der 192 Insassen getötet (siehe auch Avianca-Flug 011).[18]

- Am 7. Dezember 1983 kollidierten eine startende Boeing 727-200 der Iberia (EC-CFJ) und eine rollende Douglas DC-9-32 der Aviaco (Kennzeichen EC-CGS), deren Piloten im Nebel auf die aktive Startbahn gerollt waren. Bei dem Unfall kamen 93 Menschen ums Leben, 51 von 93 in der Boeing 727 sowie alle 42 an Bord der Aviaco-Maschine. Als Konsequenz dieses Unfalls wurden alle spanischen Verkehrsflughäfen, insbesondere Barcelona und Madrid, so umgestaltet, dass ein Kreuzen einer aktiven Start- oder Landebahn nicht mehr notwendig ist (siehe auch Flugzeugkollision in Madrid 1983).[19][20][21]

- Am 30. Dezember 2006 gab es einen Bombenanschlag der baskischen Separatistenorganisation ETA auf ein Parkdeck des neueröffneten Terminals T4. Bei der Explosion, die das fünfstöckige Parkhaus weitgehend zerstörte, wurden zwei Ecuadorianer getötet; es handelte sich um die ersten Todesopfer bei einem ETA-Anschlag seit 2003. Weitere 26 Menschen wurden bei dem Anschlag verletzt.

- Am 20. August 2008 um 14:45 Uhr verunglückte eine McDonnell Douglas DC-9-82 (MD-82) der Spanair (EC-HFP) beim Start auf dem Flughafen Madrid-Barajas. Ziel des Fluges war Las Palmas de Gran Canaria. Die Maschine sackte kurz nach dem Abheben wieder ab und ging am Boden neben der Startbahn in Flammen auf. Von den 172 Menschen kamen 154 ums Leben, 18 Personen überlebten den Unfall. Gemäß dem Abschlussbericht hatte die Besatzung unmittelbar nach dem Start die Kontrolle über das Flugzeug verloren. Grund hierfür war, dass das Flugzeug nicht richtig für den Start konfiguriert war, da die Auftriebshilfen nicht ausgefahren waren (siehe auch Spanair-Flug 5022).[22]

## Filme
- Moderne Luftschlösser (4): Flughafen Madrid-Barajas, Spanien. Dokumentation, Frankreich, 2007, 26 Min., Regie: Ingmar Trost, Sebastian Lemke, Produktion: ZDF, Erstsendung: 2. März 2008, Inhaltsangabe von arte
- Madrid Airport and the Welsh Assembly building, BBC, 2007, RealPlayer-Video, 3 Min.